# 紹斯布魯克鎮區 (明尼蘇達州卡頓伍德縣)
紹斯布魯克鎮區（英語：Southbrook Township）是位於美國明尼蘇達州卡頓伍德縣的一個行政鎮區。

## 地方資料
紹斯布魯克鎮區的面積為94.20平方千米，當中陸地面積為88.90平方千米，而水域面積為5.30平方千米。根據2020年美國人口普查的數據，當地共有人口74人，而人口密度為每平方千米0.79人。